# 1991 en sports équestres
Chronologie des sports équestres
- 1990 en sports équestres - 1991 en sports équestres - 1992 en sports équestres

Cet article présente les faits marquants de l'année 1991 en sports équestres.

## Événements

### Avril
- avril 1991 : la finale de la coupe du monde de saut d'obstacles 1990-1991 est remportée par John Whitaker et Milton[1].

### Septembre
- 6 septembre 1991 : 20e édition du championnat d'Europe de concours complet d'équitation 1991 à Punchestown (Irlande) qui est remportée par Ian Stark sur Glenburnie en individuel et par l'équipe du Royaume-Uni[2].

### Octobre
- octobre 1991 : sortie du premier numéro de Cheval Star.

### Année
- 21e édition des championnats d'Europe de saut d'obstacles à La Baule (France).
- 22e édition des championnats d'Europe de saut d'obstacles à Gijón  (Espagne).
- 15e édition des championnats d'Europe de dressage 1991 à Donaueschingen (Allemagne).
- la finale de la coupe du monde de dressage 1990-1991 à Paris (France) est remportée par Kyra Kyrklund sur Matador[3].